# Förlustaversion

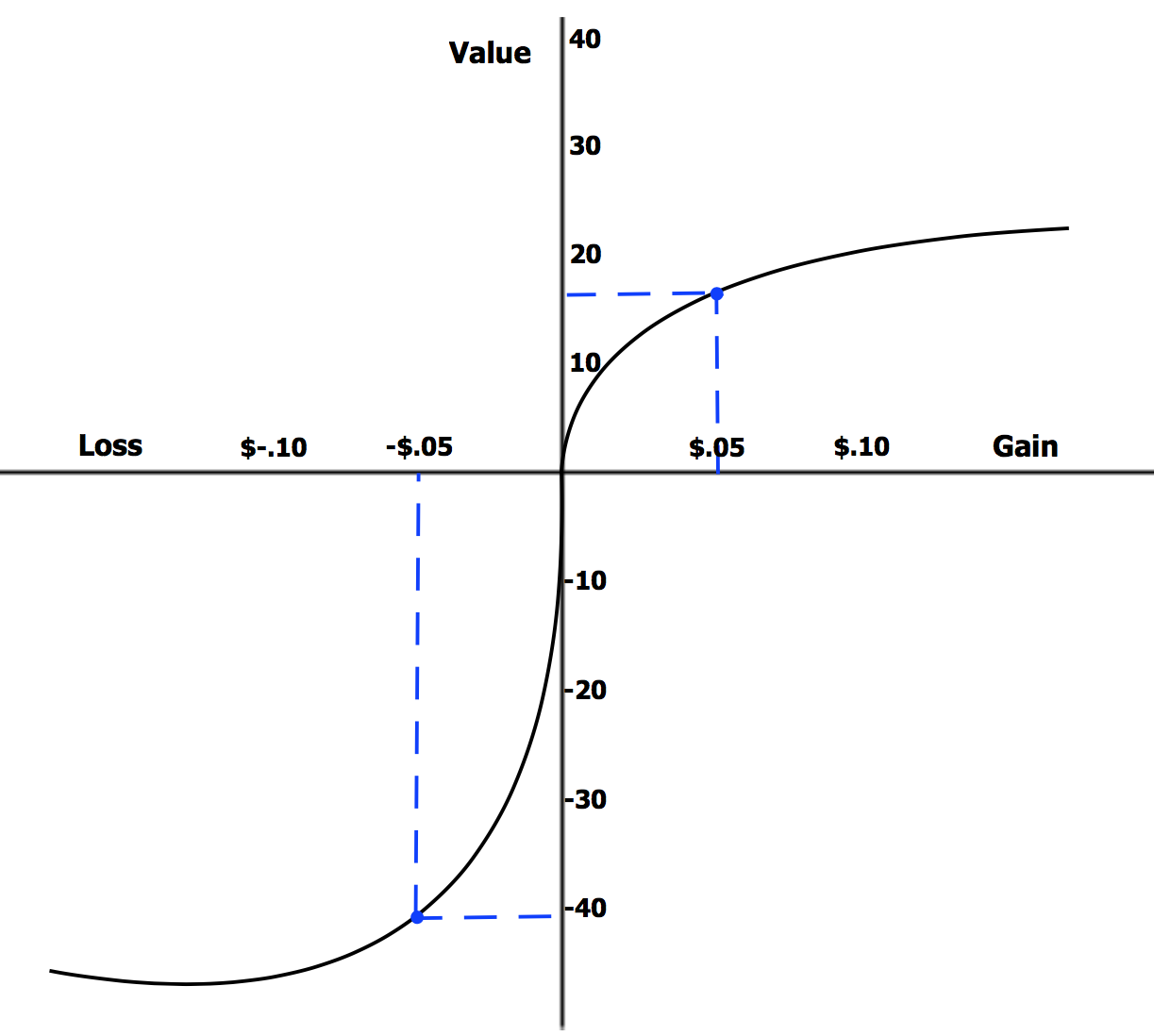
På y-axeln visas värdet av en vinst eller förlust på x-axeln. En förlust på 5 cent upplevs mycket mera negativt jämfört med hur en vinst på 5 cent upplevs som positiv.

Inom ekonomi och beslutsteori refererar förlustaversion till människors starka benägenhet att undvika förluster framför att skaffa sig vinster. Förlustaversion demonstrerades första gången av Amos Tversky och Daniel Kahneman.
Detta leder till riskaversion när människor värderar utkomster som har liknande vinster och förluster, eftersom människor föredrar att minimera förluster framför att maximera vinster.
Förlustaversion medför att en person som förlorar 1000 kronor kommer förlora mer i lycka än en annan person som råkar vinna 1000 kronor kommer att vinna i lycka. Inom marknadsföring används bland annat öppet köp för att utnyttja köparens tendens att värdera varorna högre efter att ha infogat dem i sin vardag.
Huruvida en transaktion formuleras som en förlust eller en vinst är mycket viktigt när man formulerar erbjudanden: vill du till exempel hellre ha en rabatt på 50 kronor eller undvika ett överpris på 50 kronor? Samma förändring i pris formulerad på olika vis kan ha en stor effekt på konsumentbeteende. Även om ekonomer anser denna effekt vara irrationell, har den en stor betydelse inom marknadsföring och beteendeekonomi.
Förlustaversion i marknadsföringsmiljö demonstrerades i en studie på konsumentreaktioner på prisförändringar i försäkringserbjudanden. Studien fann att prisökningar hade dubbelt så stor effekt på kundbyten som prissänkningar.